# 에브리타임 룩 앳 유
《에브리타임 룩 앳 유》(독일어: 303)는 2018년 7월에 개봉한 독일의 코미디, 로맨스, 드라마 영화이다. 한스 바인가르트너이 감독을, 한스 바인가르트너와 실케 에거트가 각본을 맡았다. 독일에서는 2018년 7월 19일에, 대한민국에서는 2019년 3월 14일에 개봉되었다.

## 줄거리
어쩌면 우린, 사랑을 찾아 떠났던 건 아닐까? 누군가를 찾기 위해 각자 여행길에 오른 두 청춘 남녀 ‘율’과 ‘얀’! ‘얀’은 출발 당일 카풀 예약을 바람맞게 되고, 우연히 마주친 ‘율’에게 대뜸 제안한다.
“함께 떠날 수 있을까요?” 서로 다른 목적지, 함께 떠나는 차 안. 그리고 서로의 상처를 알게 된 두 사람. 낯선 길 위에서 만난 두 청춘은 너무 다른 서로의 모습에 서서히 물들기 시작하는데...

## 출연진
- 말라 엠드 - 율 역
- 안톤 스파이커 - 얀 역
- 안트 슈워링-손리 - 조연
- 요르그 분트슈 - 교수 역